# Symfonie nr. 3 (Ruders)
Poul Ruders voltooide zijn Symfonie nr. 3 "Dromenvanger" in 2006.
Het werk werd geschreven op verzoek van de Koussevitzky Music Foundation. Ruders droeg het werk dan ook op aan Serge Koussevitzky en diens vrouw Nathalie. Bij een dergelijke combinatie zou men verwachten dat de première in Boston zou worden gehouden, doch deze vond op 29 mei 2009 plaats in Kopenhagen, Michael Schonwandt gaf toen leiding aan Det Kongelige Kapel.
Deze derde symfonie vond haar oorsprong in het werk Serenade on the shores of the cosmic. Hij werkte het thema van de serenade daaruit verder uit. Het resultaat was een tweedelige symfonie. Het werd een werk van contrasten. Ruders zelf vergeleek de klank met Belle en het Beest. De start is in Alla breve con brio met stevige dissonanten. Al snel komt het geheel tot rust in een sectie voor de strijkinstrumenten (adagio sognante). Echter langzaam sluipen de dissonanten de muziek weer in. Zonder pauze gaat de symfonie over in het tweede deel Scherzo prestissimo. Het is onrustige muziek, slechts een enkele keer onderbroken door rustiger passages. Pas vlak voor het slot komt het werk tot rust en gaat na de buisklokken langzaam over in een onheilspellende stilte.
Orkestratie:
- 3 dwarsfluiten (III ook piccolo), 3 hobo’s (III ook althobo), 3 klarinetten (III ook basklarinet), 3 fagotten (III ook contrafagot)
- 4 hoorn, 3 trompetten, 3 trombones, 1 tuba
- pauken, 3 man/vrouw percussie
- violen (16 om 14), 12 altviolen, 10 celli en 8 contrabassen